# Ellobius lutescens
Ellobius lutescens је врста волухарице.

## Распрострањење
Ареал врсте покрива средњи број држава. Врста је присутна у Турској, Ирану, Ираку, Јерменији и Азербејџану.

## Станиште
Станишта врсте су планине, травна вегетација, полупустиње и пустиње.

## Угроженост
Ова врста је наведена као последња брига, јер има широко распрострањење и честа је врста.